# Universitat Yeshiva
La Yeshiva University és una universitat estatunidenca privada amb seu a Nova York. El 2001, comptava amb 2.600 estudiants de primer cicle. El seu programa d'ensenyament es basa en la filosofia Torà Umadà (la Torà combinada amb els estudis laics) del judaisme ortodox modern.
La seva fundació es remunta a 1886, data en què la Ieixivà Etz Chayim, fou creada al Lower East Side de Nova York. Un seminari rabínic (el Seminari Teològic Rabí Isaac Elchanan) (RIETS) es va fundar en 1896. Les dues institucions es van fusionar en l'any 1915.
El seu primer president, Bernard Revel, va desenvolupar fortament durant el seu mandat (1915-1940) la nova universitat, que deixa el seu emplaçament original el 1929 per instal·lar-se a Manhattan (Washington Heights). El primer currículum que oferia un diploma oficial d'estudis jueus es va instaurar en 1935.
L'estatut d'universitat és concedit a la Yeshiva el 1945 per les autoritats responsables (Board of Regents) de l'Estat de Nova York, dos anys després de l'elecció de Samuel Belkin com a successor al Dr. Revel (mort el 1940). Sota la seva responsabilitat, la Yeshiva University assigna un college especial per a les estudiants, i desenvolupa estudis de medicina, de dret, i de ciències socials (psicologia i treball social).
A la mort del Dr. Belkin, el 1976, és Norman Lamm que pren les regnes de la Yeshiva University. Comença aleshores una reforma profunda de la institució, i s'introdueixen diverses matèries noves, com l'economia. Reforça igualment l'audiència fiscal i posa a punt un programa general de desenvolupament de la universitat, per tal de garantir la perennitat de la institució.
El president actual (2007) ha estat escollit el 2002, en substitució del Dr. Lamm que ocupa d'aleshores ençà la funció de canceller. Responsable reconegut de la comunitat jueva, Richard Joel fa participar la Yeshiva University en el renaixement del judaisme i té un paper central en la realització dels principis de la Torà Umadà, de la qual la universitat es defineix com una de les puntes de llança.